# Serpico (série télévisée)
Cet article concerne la série télévisée. Pour le film de 1973 avec Al Pacino, voir Serpico.
Serpico est une série télévisée américaine créée par Robert Collins d'après le roman homonyme de Peter Maas composé d'un pilote de 97 minutes diffusé le 24 avril 1976 et 15 épisodes de 47 minutes dont 14 ont été diffusés entre le 24 septembre 1976 et le 28 janvier 1977 sur le réseau NBC. David Birney succède à Al Pacino dans le rôle titre.
En France, la série a été diffusée à partir du 25 février 1978, hormis 2 épisodes, le 2 et le 6, qui sont restés inédits. Elle a été rediffusée sur TF1 en 1981 le samedi après-midi dans le cadre de l'émission Fugues à Fugain, puis sur la chaîne 13e rue.

## Synopsis
Frank Serpico, policier d'origine italienne à New York se retrouve muté au cinquième commissariat sous les ordres du capitaine Tom Sullivan. Sa spécialité : les enquêtes sous couverture. Il se fait passer pour des dealers, voyous, ouvrier ou manœuvre pour combattre le crime...

## Distribution
- David Birney (V.F. : Claude Giraud) : Frank Serpico
- Tom Atkins (V.F. : Jean-Claude Ballard) : Tom Sullivan

### Guest-stars
Burt Young, Billy Green Bush (en), Dan O'Herlihy, Stephen Macht, Annette O'Toole, Eugene Roche, Allan Miller (en), Richard Lynch, John Hillerman, Craig Wasson, Carl Weathers, Brian Dennehy, ...

## Diffusion
Diffusion aux USA : entre le 24 avril 1976 et le 28 janvier 1977 sur le réseau NBC.
Diffusion en France :
- Diffusion du 25 février au 27 mai 1978 sur TF1, le samedi soir à 21h30.
- Rediffusion entre le 12 septembre et le 21 novembre 1981, le samedi vers 17h05 dans le cadre de l'émission Fugues à Fugain, toujours sur TF1.
- Bréve diffusion de deux épisodes sur TF1 en septembre 1982.
- Rediffusions sur La Cinq en 1987, sur Série Club et sur 13e rue dans les années 2000.

### Episodes
- Épisode 1 (pilote) Jeux dangereux (The Deadly Game)

Franck Serpico s’infiltre dans la mafia new Yorkaise afin de débusquer les flics corrompus.
- Épisode 2 (inédit en France) (Country Boy)

Elrod Davies, un gangster minable, reprend contact avec un de ses anciens acolytes, Gary Baker, marié et rangé, pour le forcer à l’aider dans une attaque à mains armées qu'il planifie. Serpico se fait passer pour un complice afin d’arrêter Davies, mais Baker trahit Serpico au dernier moment.
- Épisode 3 Un traître parmi nous (The Traitor in Our Midst)

Après de nombreuses opérations sans succès visant à  démanteler un réseau de bookmakers, Serpico et son superviseur Sullivan pensent qu’il y a une taupe dans leur service. Les soupçons se portent sur l’assistant du procureur, Bobby Delaney, ami de longue date de Serpico, et candidat aux élections sénatoriales.
- Épisode 4 L'Indien (The Indian)

De multiples tentatives pour briser un réseau de revendeurs de drogue, dirigé par un mystérieux trafiquant surnommé l’Indien, se soldent par des échecs. Serpico se fait passer pour un flic corrompu auprès de Grace, une soit-disante intermédiaire de l’Indien.
- Épisode 5 Chacun doit payer ses dettes (Every Man Must Pay His Dues)

Serpico, en tant que faux chauffeur routier, s'introduit dans les milieux syndicaux des camionneurs afin de protéger John Maloney, un candidat a la direction du syndicat, des griffes du président actuel, un certain Jack Powell.
- Épisode 6 (inédit en France) (Strike!)

Jenny, l'ex de Serpico aide deux hommes à voler des fourrures. Avec l'aide de Jenny, Serpico se fait passer pour un créateur de fourrures pour arreter les deux hommes.
- Épisode 7 La Trompette du temps (Trumpet of Time)

Vincent Copolla, un patrouilleur de grande expérience, et autrefois instructeur et ami de Serpico, renseigne régulièrement deux malfrats sur des coups, afin qu'ils puissent commettre des attaques à mains armées et partager ainsi les gains avec eux. Soupçonneux, Sullivan fait mettre Copolla sous surveillance par Serpico.
- Épisode 8 Un coin secret (A Secret Place)

Sullivan affecte Serpico et sa collègue Carol Hinterman à la protection de Viveca, un témoin important dans le procès contre Vittorio La Bella, un parrain new Yorkais du crime. Mais Serpico a des doutes sur Carol.
- Épisode 9 Double Jeu (Prime Evil)

Un dangereux criminel sadique, Alex Demico, doit être mis hors d’état de nuire. Serpico se fait passer pour un flic adepte du jeu afin de se rapprocher de celui-ci. Marion, la compagne de ce Demico, est en réalité un agent déjà infiltré depuis plusieurs mois.
- Épisode 10 Trafiquants d'armes (Rapid Fire)

- Episode 11 Révolte (Dawn of the Furies)

- Episode 12 Le Réseau clandestin (The Serbian Connection)

Serpico, infiltré cette fois-ci sur les docks comme manœuvre, est chargé de rassembler des preuves contre Nagel, un homme d'affaires véreux à la tête d'une entreprise de transport maritime et qui fait passer clandestinement des immigrés aux USA contre de fortes sommes. Serpico essaye d’aider une migrante serbe et son frère qui sont au courant du trafic et risquent l’expulsion du pays.
- Episode 13 Zone dangereuse (Danger Zone)

Sullivan affecte Serpico avec Duffy, un détective expérimenté, qui fait partie d’une task force en charge d’arrêter Eddie Pickett, un trafiquant de drogue, autrefois policier. Serpico n’aime pas Duffy à cause de ses méthodes et de sa manière de se mettre en avant de façon irresponsable.
- Épisode 14 Le Sanctuaire (Sanctuary)

Magda, une athlète soviétique en voyage à New York, tente une nuit de faire défection, mais est agressée par un homme qui est en réalité un tueur en série. Parvenant à s’échapper, elle trouve refuge auprès de Rabbi Shotness, qui promet de la protéger. Magda ne veut pas aller voir la police, de crainte que l’affaire ne s’ébruite et empêche ses parents, toujours restés en union soviétique de passer à l’ouest dans 2 jours. Pourtant, Serpico a besoin d’elle car elle est la seule à pouvoir identifier ce tueur qu’il recherche depuis des semaines.
- Épisode 15 Meurtre en sous-sol (The Party of Your Choice)

Serpico enquête sur un tueur qui assassine des femmes travaillant pour la campagne d'un certain Eugene Rincon, candidat à la municipalité de New York. Après avoir découvert qu'un mystérieux promoteur immobilier à fait une donation pour la campagne de Rincon, Serpico soupçonne celui-ci d'être impliqué ds les meurtres.
- Épisode 16 L'Enfant traqué (One Long Tomorrow)

### Commentaires
- Contrairement au film de Sidney Lumet sorti en 1973, dans lequel le personnage était incarné par Al Pacino, Serpico comporte plus de signes distinctifs : Il parle quatre langues en dehors de l'anglais (italien, allemand, espagnol et même japonais) ; fume la pipe, chante et joue de la guitare. Il possède également un chien de berger anglais nommé Alfie. En revanche, il ne conduit pas de voiture mais une moto Yamaha DT250 de 1975. Il porte toujours sur lui un sac Musette Army contenant à la fois son badge de police, son pistolet, sa pipe et ses lunettes de soleil.
- Les épisodes 2 + 6 sont inédits en France.
- Il n'existe à ce jour aucune sortie vidéo de la série, que ce soit en DVD ou Blu-ray.

### Sources et bibliographie
Pierre Sérisier, Marjolaine Boutet et Joël Bassaget, Sériescopie: guide thématique des séries télé, Ellipses, coll. « Culture pop », 2011 (ISBN 978-2-7298-7052-2), p. 327